# Heliconia imbricata
Heliconia imbricata là một loài thực vật có hoa trong họ Heliconiaceae. Loài này được (Kuntze) Baker mô tả khoa học đầu tiên năm 1893.

## Hình ảnh

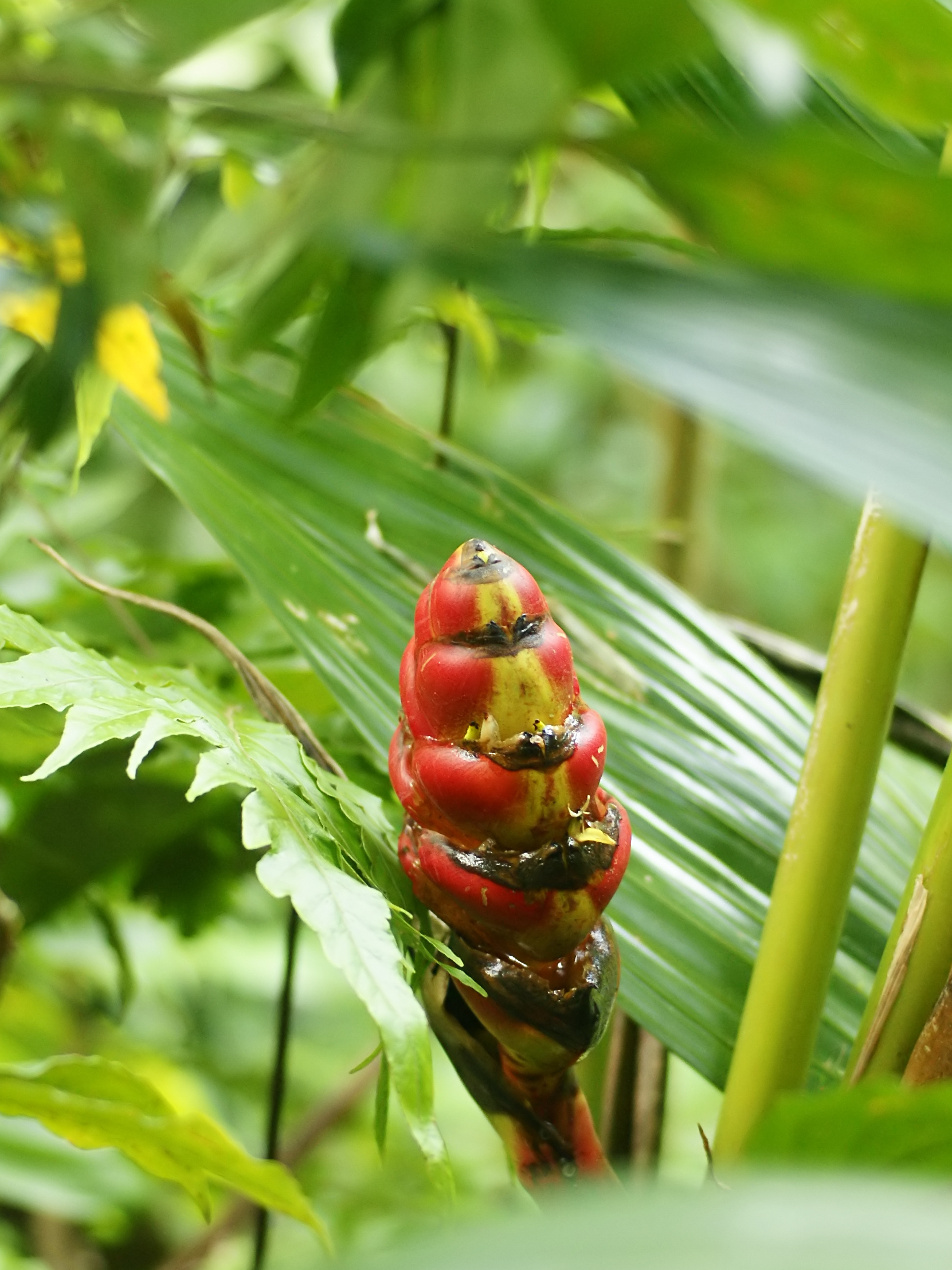